# Translatewiki.net
translatewiki.net是一个基于网络的翻译平台，搭载了MediaWiki的翻译扩展，使得MediaWiki成为强有力的工具来翻译各种文字。
就页面数而言，目前它是世界第13大wiki，拥有约6000名译者及来自超过20个项目的50000页面，其中包括MediaWiki、OpenStreetMap、Mifos、网络生命大百科及MantisBT。

## 功能
translatewiki.net是一个wiki站点，因此任何网络用户都可以很方便地作出贡献，而几乎无障碍。译者可以专注做他们最擅长的事——翻译，没有其它烦恼，从而确保了翻译的品質。
翻译立即对译者可用，并会流畅地同步版本控制系统和可翻译的wiki页面，无需译者的干预。在最好的情况下，对于维基媒体计划使用的MediaWiki，新的本地化内容在一天之内就能同步至网站上。
翻译编辑器提供了各种電腦輔助翻譯功能，如
- 消息文档，也称为“上下文”，
- 来自语料库和机器翻译的建议，
- 检查翻译中常见的语法错误，
- 消息的翻译状态。[6]

translatewiki.net也是语义wiki站点，语义网的一部分。

## 历史
translatewiki.net在2006年6月左右由Niklas Laxström开发，作为MediaWiki所有语言的本地化平台，当时被命名为Betawiki。
除了翻译，它还兼为MediaWiki的集成开发环境（2005年的Nukawiki），着重于改善国际化功能。
2007年底，Siebrand Mazeland加入管理网站，此时站点被移动到了当前的域名translatewiki.net上。
2007年11月，德国虚拟主机服务商Netcup托管了translatewiki.net。
2008年4月，它已为MediaWiki及其200个扩展提供了超过100种语言的翻译，“使之成为有史以来翻译最为完全的软件项目之一”，同时还有FreeCol。此后，虽然是一个独立的志愿者项目，普遍认为它在很大程度上促成了MediaWiki全球性的成功，以及基于此的维基媒体基金会项目如维基百科，其提供了超过280种语言的版本。
2009年，Niklas Laxström的Google编程之夏项目协助改进了此站点。2011年引入了校对功能。2012年，其为所有维基媒体计划的翻译启用了翻译记忆库引擎。
2013年，“翻译用户体验”（Translate User eXperience）项目，又称“TUX”，对翻译平台进行了巨大革新，其中包括“导航工具栏、编辑区外观和感觉、翻译区、过滤器、搜索、色彩与风格上的改变”。

## 支持的格式
下面列出了原生支持的格式。在自定义后还可添加更多的格式。
- MediaWiki界面和页面
- GNU Gettext
- Java properties
- Android string resources
- INI
- Dtd
- PHP文件
- JavaScript
- Json
- PythonSingle
- RubyYaml
- YAML
- XLIFF（部分，测试版）
- AMD（英语：Asynchronous module definition） i18n bundle（页面存档备份，存于）

## 可在translatewiki.net翻译的著名软件
- MediaWiki及MediaWiki扩展
- Wikia
- FreeCol
- OpenStreetMap
- 网络生命大百科
- MantisBT
- FUDforum（英语：FUDforum）
- Wikimedia Mobile Apps （包含维基百科应用程序等）
- Wikimania Scholarships App
- pywikibot
- Etherpad
- Etherpad Lite
- Kiwix
- Gentoo Linux文档[20][21]
- KDE文档[22][23]
- Kiwix网站
- Miraheze网站
- Joomla文档[24]
- Pandora文档
- Simple Machines Forum文档[25]
- VicuñaUploader
- Intuition